# توسیویل (پنسیلوانیا)
توسیویل، پنسیلوانیا (به انگلیسی: Tusseyville, Pennsylvania) یک منطقهٔ مسکونی در ایالات متحده آمریکا است که در پنسیلوانیا واقع شده‌است.